# Town & Country
Town & Country es una revista mensual publicada en Estados Unidos por Hearst Corporation. A comienzos de 2014, Hearst anunció el lanzamiento de una publicación bianual británica de la revista.
Fundada como The National Press en 1846 por los poetas Nathaniel Parker Willis y George Pope Morris, cambiaron el título a The Home Journal poco después. Los dos habían creado el New York Evening Mirror en 1831, donde, en enero de 1845, habían publicado un avance del «The Raven» de Edgar Allan Poe, un amigo de Willis. Con esta nueva publicación pretendían publicar una revista para toda la familia.
En 1901, cambió de nuevo su nombre a Town & Country. Fue adquirida por William Randolph Hearst en 1925. 